# Horst-Rüdiger Schlöske
Horst-Rüdiger Schlöske, geb. als Horst-Rüdiger Pfau (* 1. Januar 1946 in Berlin), ist ein ehemaliger deutscher Leichtathlet und Olympiateilnehmer, der – für die Bundesrepublik Deutschland startend – Ende der 1960er und Anfang der 1970er Jahre zu den weltbesten 400-Meter-Läufern gehörte.
Horst-Rüdiger Schlöske gehörte ab 1969 dem Sportverein ASV Berlin an, danach 1970 und 1971 der LG Nord Berlin und ab 1972 startete er für den TSV Siemensstadt Berlin, für den er auch an den Olympischen Spielen 1972 in München teilnahm. Sein Trainer Hermann Schlöske adoptierte 1968 den damals noch unter seinem Geburtsnamen Horst-Rüdiger Pfau antretenden Sportler. In seiner aktiven Zeit war er 1,77 m groß und wog 66 kg.
Schlöske gewann bei drei Teilnahmen an Europameisterschaften Medaillen. Seinen größten Erfolg hatte er bei den Europameisterschaften 1971, als er mit der 4-mal-400-Meter-Staffel in der Besetzung Schlöske, Jordan, Jellinghaus, Köhler Europameister wurde, 1974 gewann er Silber zusammen mit Rolf Ziegler, Hermann Köhler und Karl Honz. Schon bei den Europameisterschaften 1969 hatte er eine Bronzemedaille zusammen mit Ingo Röper, Gerhard Hennige und Martin Jellinghaus gewonnen.
Für seine Erfolge als 4-mal-400-Meter-Staffelläufer erhielt er am 14. April 1972 das Silberne Lorbeerblatt.
Eine Medaille im Einzelrennen blieb ihm verwehrt, 1974 schied er im Zwischenlauf über 400 Meter aus. Bei den Olympischen Spielen 1972 war Horst-Rüdiger Schlöske der beste deutsche Viertelmeiler. Im Finale über 400 Meter war er auf Rang fünf bester Europäer, einen Podestplatz mit der Staffel verpasste er knapp, als Deutschland hinter Kenia, Großbritannien und Frankreich Vierter wurde.
1977 heiratete Schlöske in Berlin. Nach dem Abschluss seiner Aktivenkarriere arbeitete er zunächst als Trainer und bildete sich nebenbei zum Masseur weiter. Es folgte eine Ausbildung zum Heilpraktiker, diesen Beruf übte er in eigener Praxis in Berlin bis 1991 aus. Er lebt seit 1992 in La Orotava auf Teneriffa. Dort betreibt er ein Heilzentrum. Sein Sohn Roberto Schlöske (LG Nike Berlin) war zu Beginn der 2000er Jahre ebenfalls ein erfolgreicher Läufer, sowohl über die 400 Meter flach als auch über die 400 Meter Hürden.

## Erfolge
Olympische Spiele
- 1972, Olympische Spiele 1972: Platz 5 im 400-Meter-Lauf (45,31 s); Platz 4 mit der 4-mal-400-Meter-Staffel

Europameisterschaften
- 1969 – Platz 3 mit der 4-mal-400-Meter-Staffel (3:03,1 min, Besetzung: Schlöske, Röper, Hennige, Jellinghaus)
- 1971 – Platz 1 mit der 4-mal-400-Meter-Staffel (3:02,9 min, Besetzung: Schlöske, Jordan, Jellinghaus, Köhler)
- 1974 – Platz 2 mit der 4-mal-400-Meter-Staffel (3:03,5 min, Besetzung: Ziegler, Köhler, Schlöske, Honz)